# National Board of Review Awards 2020
92nd NBR Awards

Melhor Filme:
Da 5 Bloods
O 92º National Board of Review Awards, homenageando os melhores filmes de 2020, foi anunciado em 26 de janeiro de 2021.

## Top 10 de Melhores Filmes do Ano
A NBR lista o Melhor Filme do Ano primeiro, e os vice-campeões em ordem alfabética (de acordo com o título original):
- Da 5 Bloods
- The Forty-Year-Old Version
- First Cow
- Judas and the Black Messiah
- The Midnight Sky
- Minari
- News of the World
- Nomadland
- Promising Young Woman
- Soul
- Sound of Metal

## Melhores Filmes Estrangeiros do Ano
- La Llorona
- Apples
- Colectiv
- Dorogie tovarishchi!
- El agente topo
- La Nuit des rois

## Melhores Documentários do Ano
- Time
- All In: The Fight for Democracy
- Boys State
- Dick Johnson Is Dead
- Miss Americana
- The Truffle Hunters

## Top 10 de Melhores Filmes Independentes do Ano
- The Climb
- Driveways
- Farewell Amor
- Miss Juneteenth
- The Nest
- Never Rarely Sometimes Always
- The Outpost
- Relic
- Saint Frances
- Wolfwalkers[2]

## Vencedores
Melhor Filme:
- Da 5 Bloods

Melhor Diretor:
- Spike Lee, Da 5 Bloods

Melhor Ator:
- Riz Ahmed, Sound of Metal

Melhor Atriz:
- Carey Mulligan, Promising Young Woman

Melhor Ator Coadjuvante:
- Paul Raci, Sound of Metal

Melhor Atriz Coadjuvante:
- Youn Yuh-jung, Minari

Melhor Roteiro Original:
- Lee Isaac Chung, Minari

Melhor Roteiro Adaptado:
- Paul Greengrass e Luke Davies, News of the World

Melhor Filme de Animação:
- Soul

Melhor Revelação:
- Sidney Flanigan, Never Rarely Sometimes Always

Melhor Diretor Estreante:
- Channing Godfrey Peoples, Miss Juneteenth

Melhor Filme Estrangeiro:
- La Llorona

Melhor Documentário:
- Time

Melhor Elencp:
- Da 5 Bloods

Prêmio NBR Liberdade de Expressão:
- One Night in Miami...

Melhor Fotografia de Cinema
- Joshua James Richards, Nomadland

Prêmio NBR Icon
- Chadwick Boseman